# Георги Стоянов (Аврен)
Вижте пояснителната страница за други личности с името Георги Стоянов.
Георги Стоянов е български духовник, участник в борбата за утвърждаване на Българската екзархия в Одринско, деец на Вътрешната македоно-одринска революционна организация в Кърджалийско.

## Биография
Роден е през 1874 година в село Аврен, което заедно със съседното Черничево, са единствените християнски села в района, обкръжени от плътни мюсюлмански маси. Той е най-малкото от четири деца в семейството. Учи в четирикласното българско училище в Одрин. В 1889 година Георги Стоянов подготвя отказването на Аврен от Патриаршията и изработва и изпраща заявлението за приемане на Екзархията в Одринската българска митрополия.
Става свещеник и служи в родното си село. В 1900 година при обиколка в Гюмюрджинско в Кушланли е привлечен към ВМОРО от свещеник Павел Николов. Заедно с дееца на ВМОРО Ангел Попкиров от Малък Дервент, учител в Аврен, организират в селото революционен комитет. В 1902 година комитетът е реорганизиран от нелегалните дейци Марин Чолаков и Стойчо Караиванов. По-късно Георги Стоянов служи като протойерей в Кърджали.
Умира на 24 февруари 1937 година в Кърджали. Гробът му е в двора на енорийската черква „Свети Георги“ в Кърджали.